# Peter Hütter
Peter Hütter (Gmunden, 2 agosto 1980) è un ex cestista austriaco.

## Carriera
Ha sempre vestito la maglia dell'Allianz Swans Gmunden, nella Österreichische Basketball Bundesliga, in cui ha giocato dal 1997 al 2013.
Ha fatto parte della nazionale austriaca, con cui ha disputato le qualificazioni per gli Europei del 2001, del 2003, del 2005 e del 2007.

## Palmarès
- Coppa d'Austria: 6

Swans Gmunden: 2003, 2004, 2008, 2010, 2011, 2012